# Urho Kekkonen
Urho Kaleva Kekkonen (ur. 3 września 1900 w Pielavesi, zm. 31 sierpnia 1986 w Helsinkach) – fiński polityk, działacz Unii Agrariuszy, poseł do Eduskunty i jej przewodniczący w latach 1948–1950, minister w różnych resortach, premier w latach 1950–1953 i 1954–1956, prezydent Finlandii w latach 1956–1982. Jeden z autorów tzw. polityki finlandyzacji.

## Życiorys

### Młodość, wykształcenie i praca zawodowa
Jako nastolatek brał udział w wojnie domowej w Finlandii po stronie sił niepodległościowych i antybolszewickich. Dowodził m.in. oddziałem, który w 1918 dokonał egzekucji przez rozstrzelanie grupy jeńców. W następnym roku uzyskał stopień sierżanta.
W młodości uprawiał lekkoatletykę – był czterokrotnym medalistą mistrzostw kraju w skoku wzwyż (rekord życiowy – 1,85 m, ustanowiony w 1924): złoto w 1924 oraz trzy brązy (1923, 1927 i 1928). W 1924 został wicemistrzem kraju w biegu na 100 metrów (ze swoim najlepszym wynikiem w karierze – 11,0 s). Startował także w innych konkurencjach lekkoatletycznych, m.in. w trójskoku (rekord życiowy 14,06 m z 1927).
Podjął studia prawnicze na Uniwersytecie Helsińskim, które ukończył w 1926. W 1928 uzyskał magisterium, a w 1936 doktorat. Od 1919 pracował zawodowo, w różnych okresach wykonywał zawód dziennikarza (redagował m.in. studencką gazetę „Ylioppilaslehti”), był też urzędnikiem administracji paszportowej i pracownikiem helsińskiej policji. W latach 1927–1932 zatrudniony jako prawnik i redaktor czasopism w zrzeszeniu gmin wiejskich.
Był również działaczem sportowym, pełnił funkcję prezesa Suomen Urheiluliitto (fińskiego związku lekkoatletycznego), a w latach 1937–1946 przewodniczył Fińskiemu Komitetowi Olimpijskiemu.

### Działalność polityczna do 1956
Działalność polityczną rozpoczął w pierwszej połowie lat 30. W 1933 wstąpił do Unii Agrariuszy (przekształconej później w Partię Centrum). W tym samym roku dołączył do administracji rządowej, podejmując zatrudnienie w resorcie rolnictwa.
W 1936 po raz pierwszy zasiadł w Eduskuncie, mandat deputowanego do fińskiego parlamentu sprawował przez 20 lat do 1956. Wkrótce zaczął obejmować stanowiska rządowe – był wiceministrem spraw wewnętrznych i ministrem sprawiedliwości (od października 1936 do marca 1937) oraz ministrem spraw wewnętrznych (od marca 1937 do listopada 1939). W okresie konfliktów zbrojnych ze Związkiem Socjalistycznych Republik Radzieckich (wojny zimowej i wojny kontynuacyjnej) pozostawał poza rządem. W marcu 1940 w parlamencie opowiedział się przeciwko postanowieniom traktatu pokojowego. Pełnił funkcje dyrektora centrum ewakuacyjnego w Karelii (1940–1943) oraz komisarza w ministerstwie finansów (1943–1945). Od 1942 pod pseudonimem „Pekka Peitsi” publikował artykuły poświęcone polityce wewnętrznej i zagranicznej w czasopiśmie „Suomen Kuvalehti”. Od 1944 zaczął wprost głosić poglądy budowania zaufania między Finlandią a komunistycznym ZSRR.
Powrócił wkrótce do rządu, pełniąc od listopada 1944 do marca 1946 funkcję ministra sprawiedliwości. Gdy w 1946 stojący na czele gabinetu Juho Kusti Paasikivi objął urząd prezydenta, Unia Agrariuszy zaproponowała go na nowego premiera, co zostało jednak zablokowane przez komunistów z SKDL. Urho Kekkonen był następnie członkiem zarządu Banku Finlandii (1946–1956), pierwszym wiceprzewodniczącym Eduskunty (1946–1948) i przewodniczącym fińskiego parlamentu (od lipca 1948 do marca 1950). W 1950 bez powodzenia ubiegał się o prezydenturę, Juho Kusti Paasikivi uzyskał wówczas reelekcję w wyborach przeprowadzanych w kolegium elektorskim.
W marcu 1950 Urho Kekkonen stanął na czele fińskiego rządu. Urząd premiera sprawował do listopada 1953 i ponownie od października 1954 do lutego 1956. Kierował łącznie pięcioma gabinetami. Pełnił w nich także funkcję ministra spraw wewnętrznych (od marca 1950 do stycznia 1951), ministra sprawiedliwości (we wrześniu 1951) i ministra spraw zagranicznych (od listopada 1952 do lipca 1953). Od maja do października 1954 był ministrem spraw zagranicznych w rządzie Ralfa Törngrena.

### Prezydent Finlandii
W 1956 Urho Kekkonen został po raz pierwszy wybrany na urząd prezydenta Finlandii. W kolegium wyborczym w trzecim głosowaniu otrzymał 151 głosów, pokonując swojego kontrkandydata Karla-Augusta Fagerholma, który dostał 149 głosów. Trzykrotnie (w 1962, 1968 i 1978) wybierany na kolejne kadencje już ze znaczną przewagą w kolegium wyborczym, uzyskując poparcie różnych ugrupowań politycznych, co powodowało, że kolejne wybory stawały się formalnością. Jego trzecia kadencja została wydłużona decyzją parlamentu z 6 do 10 lat.
Jako prezydent kontrolował i prowadził fińską politykę zagraniczną. Kontynuował linię polityczną, którą zapoczątkował Juho Kusti Paasikivi, polegającą na neutralności państwa i utrzymywaniu przyjaznych relacji z ZSRR, co z czasem określono mianem „finlandyzacji”. Finlandia nie angażowała się w konflikty wielkich mocarstw. Posiadała system wielopartyjny, zapewniała wolności obywatelskie i utrzymywała gospodarkę wolnorynkową, godząc się jednocześnie na ścisłą współpracę gospodarczą i polityczną ze Związkiem Radzieckim. Skutkiem tego była pewna ingerencja ZSRR w wewnętrzne sprawy państwa i swoista autocenzura w różnych dziedzinach (w tym w sferze kultury i edukacji), by nie drażnić komunistycznego sąsiada. Jednocześnie „finlandyzacja” pozwalała na rozwój współpracy gospodarczej z Europą Zachodnią, m.in. poprzez specjalną umowę z Europejskim Stowarzyszeniem Wolnego Handlu. Finlandia stała się też państwem pośredniczącym między Wschodem a Zachodem, czego przejawem stało się podpisanie w 1975 w Helsinkach aktu końcowego KBWE.
Prowadzona przez Urha Kekkonena polityka umożliwiała radzieckiemu wywiadowi uzyskanie uprzywilejowanej pozycji dla lokalnej ekspozytury KGB. Związek Radziecki wspierał fińskiego prezydenta, m.in. pod koniec każdej kadencji wysyłał czytelne sygnały, że oczekuje jego reelekcji.
27 października 1981 Urho Kekkonen ogłosił rezygnację z pełnienia obowiązków prezydenta z uwagi na stan zdrowia (chorował na miażdżycę). Formalnie na czele państwa stał do czasu zaprzysiężenia swojego następcy w styczniu 1982.

## Życie prywatne
W 1926 zawarł związek małżeński z Sylvi, która zmarła w 1974. Para miała synów bliźniaków: polityka Mattiego i dyplomatę Taneliego.

## Odznaczenia, wyróżnienia i upamiętnienie
Z urzędu jako prezydent Finlandii otrzymał:
- Łańcuch Krzyża Wielkiego Orderu Białej Róży Finlandii,
- Krzyż Wielki Orderu Krzyża Wolności,
- Krzyż Wielki Orderu Lwa Finlandii.

Był także odznaczony m.in.:
- radzieckim Orderem Lenina i Orderem Przyjaźni Narodów,
- polskim Orderem Odrodzenia Polski I klasy[10] oraz Orderem Zasługi PRL I klasy,
- norweskim Orderem Świętego Olafa I klasy.

Wyróżniony tytułem doktora honoris causa przez liczne uczelnie, m.in. Uniwersytet Helsiński, Uniwersytet w Turku, Uniwersytet w Oulu, Uniwersytet Moskiewski czy Uniwersytet Warszawski. Został patronem jednego z największych w Finlandii parków narodowych.
Jego wizerunek znajdował się na banknocie 500 marek fińskich, który wprowadzono do obiegu podczas jego prezydentury w 1975.